# Selección femenina de fútbol de Costa Rica
La selección femenina de fútbol de Costa Rica, llamada La Sele, es el equipo nacional de este país y es regulado por la Federación Costarricense de Fútbol. Es la selección femenina más laureada de Centroamérica, su principal logro ha sido ocupar la segunda posición en el Premundial Femenino Concacaf de 2014, además de ser la única selección de UNCAF que ha podido asistir a una Copa Mundial Femenina de Fútbol, disputando la de Canadá 2015 y la de Australia Nueva Zelanda 2023.
Costa Rica ha logrado ser la primera selección no norteamericana en asistir a una cita mundialista a nivel femenino, ha clasificado a la Copa Mundial Femenina de Fútbol de 2015 y la Copa Mundial Femenina de Futbol de 2023. También se ha clasificado en varias ocasiones al Campeonato de fútbol femenino de los Juegos Panamericanos. Se le considerada la cuarta mejor selección de CONCACAF detrás de Estados Unidos, Canadá y México. Ha hecho historia en el Premundial Femenino Concacaf de 2014 al ganar a México (1-0), Jamaica (2-1), Martinica (6-1); en semifinales empató 1 a 1 con Trinidad y Tobago, ganando en tanda de penales (3-0) y clasificando al mundial. El 26 de octubre en la final, cayó por (6-0) ante Estados Unidos. En el Campeonato Femenino de la Concacaf de 2022 llegó a las semifinales pero cayó ante Jamaica (0-1) y aun así se clasificó al mundial.

## Historia

### 1976-2014
El fútbol femenino llegó a Costa Rica hace 65 años, la Selección Nacional Femenina de Fútbol de Costa Rica se fundó en el año de 1921 y se afilió a la CONCACAF en el año 1962, para ese entonces el fútbol femenino no era apoyado en Costa Rica, muchas personas por distintas cosas no veía bien a mujeres jugando fútbol, durante años no se le tomó importancia y no se apoyaba a las selecciones femeninas aunque siempre siguieron activas. Costa Rica tuvo sus primeros encuentros amistosos en agosto de 1976 frente a la Selección Mexicana. Quince años después volvió a jugar en el año 1991 donde cayó estrepitosamente 6-0 contra Canadá, cabe recalcar que para el año 1991 Costa Rica peleaba por un boleto al mundial. Es catalogada la mejor Selección Femenina Centroamericana y como una de las mejores Selecciones Femeninas de CONCACAF solo por detrás de Canadá, Estados Unidos y México, rivales que siempre les eliminaban en instancias finales, la mejor posición alcanzada por esta Selección fue en el año 1998 al quedar de terceras en el campeonato regional a pesar de esto para ese año solo clasificaban 2 selecciones al mundial, el logro más enconado de la Selección Femenina de fútbol de Costa Rica fue en el año 1999 donde sorpresivamente le ganó a Canadá en los Juegos Panamericanos ubicándose en tercer lugar y ganando así la Medalla de Bronce de la competición, Costa Rica ha sido constante en sus intentos por obtener un cupo en los mundiales participando en 6 de los 9 campeonatos regionales, terminando mayoritariamente en la semifinal, en Selecciones Menores Femeniles Costa Rica, para el 2014 las selecciones femeninas costarricenses lograron ir al mundial esto con respecto al mundial Sub-17 y Sub-20, El primer encuentro que las "ticas" jugaron por el Premundial Femenino Concacaf de 2014 fue contra la Selección Mexicana, las "ticas" había gran presión por el hecho de tener que mejorar su apariencia ante los anteriores mundiales menores que disputó Costa Rica causando duda en la población costarricense además de tener en si la imagen de la Selección Masculina que logró un gran papel en su mundial, las costarricenses lograron ganar tal partido histórico para su país, desde este encuentro la población tomo más confianza a su Selección, final mente Costa Rica logró su clasificación al mundial Canadá 2015 boleto que sello el día 24 de octubre al colarse en la final del premundial. Las ticas logran clasificar a su primer mundial el cual se disputa en el 2015.

### Copa Mundial Canadá 2015
Costa Rica quedó encajado en el Grupo de E
de la Copa Mundial Femenina de Fútbol de 2015. Compartió grupo con las Selecciones de España, Corea del Sur, Brasil.
Debutó el 9 de junio de 2015 ante España en un partido que finalizó 1-1 donde Raquel Rodríguez Cedeño se convirtió en la primera costarricense en anotar en un mundial mayor femenino. La segunda fecha se jugó el 13 de junio contra Corea del Sur donde el encuentro finalizó 2-2 en última instancia Karla Villalobos rescató un punto para Costa Rica, mientras el primer gol costarricense del encuentro lo anotó Melissa Herrera. El último partido de fase de grupos se jugó el 17 de junio con Brasil encuentro que la Selección costarricense perdió por 1-0 ante una sufrida victoria de Brasil.
Costa Rica finalizó como tercer lugar de su grupo dando por terminada su estadía en el mundial con dos puntos. En dos de sus tres partidos dos jugadoras costarricenses recibieron el premio a Mejor Jugadora del Partido. Cerrando así la primera aparición y la mejor de la Selección de Costa Rica en un mundial femenino.

## Uniformes

### Uniforme Titular
|  | 2002-2006 | 2006-2007 | 2007-2009 | 2009-2011 | 2011-2012 | 2012-2013 | 2014-2015 | Actual |

### Uniforme Suplente
| 2002 | 2002-2006 |  | 2007-2009 |  | 2009-2011 |  | 2011 | 2011-2012 | 2012-2013 | 2014-2015 | Actual |

## Registros
- En negrita jugadoras activas en la selección.

### Jugadoras con más partidos clase A (reconocidos por la FIFA)
- Actualizado al 27 de junio de 2025.[23][24][25][26][27][28][29][30][31][32]

| # | Nombre             | Partidos | Período       |
| - | ------------------ | -------- | ------------- |
| 1 | Katherine Alvarado | 140      | 2007-presente |
| 2 | Raquel Rodríguez   | 121      | 2007-presente |
| 3 | Melissa Herrera    | 110      | 2013-presente |
| 4 | Mariana Benavides  | 109      | 2012-presente |
| 5 | Shirley Cruz       | 108      | 2002-2023     |
| 6 | Cristín Granados   | 107      | 2008-2023     |
| 7 | Lixy Rodríguez     | 103      | 2011-2024     |
| 8 | Daniela Cruz       | 101      | 2007-2024     |
| 9 | Gabriela Guillén   | 100      | 2012-presente |

### Máximas goleadoras en partidos clase A (reconocidos por la FIFA)
- Actualizado al 27 de junio de 2025.[33]

| # | Nombre              | Goles | Período       |
| - | ------------------- | ----- | ------------- |
| 1 | Raquel Rodríguez    | 60    | 2007-presente |
| 2 | Shirley Cruz        | 33    | 2002-2023     |
| 3 | Priscila Chinchilla | 26    | 2017-presente |
| 4 | Melissa Herrera     | 24    | 2013-presente |
| 5 | Jacqueline Álvarez  | 21    | 1998-2010     |
| 6 | Katherine Alvarado  | 21    | 2007-presente |
| 7 | Carolina Venegas    | 20    | 2010-2023     |
| 8 | María Paula Salas   | 20    | 2018-presente |
| 9 | Wendy Acosta        | 19    | 2007-2018     |

## Entrenadores

### Lista de entrenadores
| Período   | Entrenador                   |
| --------- | ---------------------------- |
| 1976      | Jorge Álvarez                |
| 1991      | Guillermo Soto               |
| 1998-1999 | Didier Castro                |
| 2000      | Luis Diego Castro (Interino) |
| 2000      | Leroy Lewis                  |
| 2001      | Didier Castro                |
| 2002-2006 | Ricardo Rodríguez            |
| 2006      | Allan Brown (Interino)       |
| 2007      | Juan Diego Quesada           |

| Período       | Entrenador                      |
| ------------- | ------------------------------- |
| 2010          | Randall Chacón                  |
| 2011-2012     | Karla Alemán                    |
| 2013          | José Luis Díaz                  |
| 2014-2015     | Carlos Avedissian               |
| 2015-2023     | Amelia Valverde                 |
| 2023          | Ana Patricia Aguilar (Interino) |
| 2023          | Edgar Rodríguez (Interino)      |
| 2023-presente | Benito Rubido                   |

- Referencia:[34]

## Últimos partidos y próximos encuentros
Actualizado al último partido jugado el 25 de febrero de 2025
| Fecha      | Ciudad           | Local          | Resultado | Visitante     | Competición      |
| ---------- | ---------------- | -------------- | --------- | ------------- | ---------------- |
| 06-04-2024 | Alajuela         | Costa Rica     | 5:1       | Perú          | Partido amistoso |
| 09-04-2024 | Alajuela         | Costa Rica     | 2:1       | Perú          | Partido amistoso |
| 31-05-2024 | Caseros          | Argentina      | 2:0       | Costa Rica    | Partido amistoso |
| 03-06-2024 | Buenos Aires     | Argentina      | 2:0       | Costa Rica    | Partido amistoso |
| 16-07-2024 | Washington D. C. | Estados Unidos | 0:0       | Costa Rica    | Partido amistoso |
| 27-10-2024 | Alajuela         | Costa Rica     | 0:1       | Panamá        | Partido amistoso |
| 30-10-2024 | Alajuela         | Costa Rica     | 0:2       | Panamá        | Partido amistoso |
| 27-11-2024 | Cancún           | Panamá         | 2:1       | Costa Rica    | Partido amistoso |
| 30-11-2024 | Cancún           | México         | 4:1       | Costa Rica    | Partido amistoso |
| 22-02-2025 | Santa Ana        | Costa Rica     | 1:1       | Nueva Zelanda | Partido amistoso |
| 25-02-2025 | Santa Ana        | Costa Rica     | 0:1       | Nueva Zelanda | Partido amistoso |
| 05-04-2025 | Cartago          | Costa Rica     | 0:1       | Ecuador       | Partido amistoso |
| 08-04-2025 | Alajuela         | Costa Rica     | 3:3       | Ecuador       | Partido amistoso |
| 27-06-2025 | Toronto          | Canadá         | 4:1       | Costa Rica    | Partido amistoso |

## Estadísticas

### Copa Mundial Femenina de Fútbol
| Edición | Resultado      | Posición       | PJ             | PG             | PE             | PP             | GF             | GC             | DF             | Goleadora                          |
| ------- | -------------- | -------------- | -------------- | -------------- | -------------- | -------------- | -------------- | -------------- | -------------- | ---------------------------------- |
| 1991    | No clasificó   | No clasificó   | No clasificó   | No clasificó   | No clasificó   | No clasificó   | No clasificó   | No clasificó   | No clasificó   | No clasificó                       |
| 1995    | No clasificó   | No clasificó   | No clasificó   | No clasificó   | No clasificó   | No clasificó   | No clasificó   | No clasificó   | No clasificó   | No clasificó                       |
| 1999    | No clasificó   | No clasificó   | No clasificó   | No clasificó   | No clasificó   | No clasificó   | No clasificó   | No clasificó   | No clasificó   | No clasificó                       |
| 2003    | No clasificó   | No clasificó   | No clasificó   | No clasificó   | No clasificó   | No clasificó   | No clasificó   | No clasificó   | No clasificó   | No clasificó                       |
| 2007    | No clasificó   | No clasificó   | No clasificó   | No clasificó   | No clasificó   | No clasificó   | No clasificó   | No clasificó   | No clasificó   | No clasificó                       |
| 2011    | No clasificó   | No clasificó   | No clasificó   | No clasificó   | No clasificó   | No clasificó   | No clasificó   | No clasificó   | No clasificó   | No clasificó                       |
| 2015    | Fase de grupos | 18.°           | 3              | 0              | 2              | 1              | 3              | 4              | -1             | Villalobos, Rodríguez y Herrera: 1 |
| 2019    | No clasificó   | No clasificó   | No clasificó   | No clasificó   | No clasificó   | No clasificó   | No clasificó   | No clasificó   | No clasificó   | No clasificó                       |
| 2023    | Fase de grupos | 30.°           | 3              | 0              | 0              | 3              | 1              | 8              | -7             | Melissa Herrera: 1                 |
| 2027    | Por disputarse | Por disputarse | Por disputarse | Por disputarse | Por disputarse | Por disputarse | Por disputarse | Por disputarse | Por disputarse | Por disputarse                     |
| Total   | 2/9            | 36.°           | 6              | 0              | 2              | 4              | 4              | 12             | -8             | Melissa Herrera: 2                 |

### Campeonato Femenino de la Concacaf
| Edición | Resultado      | Posición     | PJ           | PG           | PE           | PP           | GF           | GC           |
| ------- | -------------- | ------------ | ------------ | ------------ | ------------ | ------------ | ------------ | ------------ |
| 1991    | Fase de grupos | 6.°          | 3            | 1            | 0            | 2            | 2            | 11           |
| 1993    | No clasificó   | No clasificó | No clasificó | No clasificó | No clasificó | No clasificó | No clasificó | No clasificó |
| 1994    | No clasificó   | No clasificó | No clasificó | No clasificó | No clasificó | No clasificó | No clasificó | No clasificó |
| 1998    | Tercer lugar   | 3.°          | 5            | 3            | 0            | 2            | 11           | 7            |
| 2000    | Fase de grupos | 6.°          | 3            | 0            | 1            | 2            | 2            | 18           |
| 2002    | Cuarto lugar   | 4.°          | 5            | 2            | 0            | 3            | 8            | 14           |
| 2006    | No clasificó   | No clasificó | No clasificó | No clasificó | No clasificó | No clasificó | No clasificó | No clasificó |
| 2010    | Cuarto lugar   | 4.°          | 5            | 2            | 0            | 3            | 4            | 11           |
| 2014    | Subcampeón     | 2.°          | 5            | 3            | 1            | 1            | 10           | 9            |
| 2018    | Fase de grupos | 5.°          | 3            | 1            | 0            | 2            | 9            | 4            |
| 2022    | Cuarto lugar   | 4.°          | 5            | 2            | 0            | 3            | 7            | 6            |
| Total   | 8/11           | 4.°          | 34           | 14           | 2            | 18           | 53           | 80           |

### Copa Oro Femenina de la Concacaf
| Fase Copa Oro | Fase Copa Oro    | Fase Copa Oro | Fase Copa Oro | Fase Copa Oro | Fase Copa Oro | Fase Copa Oro | Fase Copa Oro | Fase Copa Oro | Fase Copa Oro          |    | Fase clasificatoria | Fase clasificatoria | Fase clasificatoria | Fase clasificatoria | Fase clasificatoria | Fase clasificatoria | Fase clasificatoria  | Fase clasificatoria |
| Edición       | Resultado        | PJ            | PG            | PE            | PP            | GF            | GC            | Dif.          | Goleadora              | PJ | PG                  | PE                  | PP                  | GF                  | GC                  | Dif.                | Goleadora            |                     |
| ------------- | ---------------- | ------------- | ------------- | ------------- | ------------- | ------------- | ------------- | ------------- | ---------------------- | -- | ------------------- | ------------------- | ------------------- | ------------------- | ------------------- | ------------------- | -------------------- | ------------------- |
| 2024          | Cuartos de final | 4             | 1             | 0             | 3             | 2             | 5             | -3            | Priscila Chinchilla: 2 | 4  | 3                   | 0                   | 1                   | 32                  | 2                   | 30                  | María Paula Salas: 7 |                     |
| Total         | 1/1              | 4             | 1             | 0             | 3             | 2             | 5             | -3            | Priscila Chinchilla: 2 | 4  | 3                   | 0                   | 1                   | 32                  | 2                   | 30                  | María Paula Salas: 7 |                     |

### Juegos Panamericanos
| Edición | Resultado      | Posición       | PJ             | PG             | PE             | PP             | GF             | GC             |
| ------- | -------------- | -------------- | -------------- | -------------- | -------------- | -------------- | -------------- | -------------- |
| 1999    | Tercer lugar   | 3.°            | 6              | 1              | 1              | 4              | 4              | 17             |
| 2003    | Fase de grupos | 5.°            | 2              | 0              | 0              | 2              | 2              | 5              |
| 2007    | No clasificó   | No clasificó   | No clasificó   | No clasificó   | No clasificó   | No clasificó   | No clasificó   | No clasificó   |
| 2011    | Fase de grupos | 7.°            | 3              | 0              | 1              | 2              | 3              | 6              |
| 2015    | Fase de grupos | 5.°            | 3              | 1              | 0              | 2              | 2              | 5              |
| 2019    | Tercer lugar   | 3.°            | 5              | 3              | 1              | 1              | 10             | 6              |
| 2023    | Fase de grupos | 6.°            | 4              | 0              | 2              | 2              | 2              | 6              |
| 2027    | Por disputarse | Por disputarse | Por disputarse | Por disputarse | Por disputarse | Por disputarse | Por disputarse | Por disputarse |
| Total   | 6/7            | 7.°            | 23             | 5              | 5              | 13             | 23             | 45             |

### Juegos Centroamericanos y del Caribe
| Edición | Resultado      | Posición       | PJ             | PG             | PE             | PP             | GF             | GC             |
| ------- | -------------- | -------------- | -------------- | -------------- | -------------- | -------------- | -------------- | -------------- |
| 2010    | No participó   | No participó   | No participó   | No participó   | No participó   | No participó   | No participó   | No participó   |
| 2014    | Tercer lugar   | 3.°            | 5              | 4              | 0              | 1              | 14             | 5              |
| 2018    | Subcampeón     | 2.°            | 5              | 4              | 0              | 1              | 8              | 5              |
| 2023    | Fase de grupos | 5.°            | 3              | 1              | 0              | 2              | 3              | 6              |
| 2026    | Por disputarse | Por disputarse | Por disputarse | Por disputarse | Por disputarse | Por disputarse | Por disputarse | Por disputarse |
| Total   | 3/4            | 2.°            | 13             | 9              | 0              | 4              | 25             | 16             |

## Palmarés
| Competición                          |                   |            |              |
| Competición                          | Títulos           | Subtítulos | Tercer lugar |
| ------------------------------------ | ----------------- | ---------- | ------------ |
| Campeonato de la Concacaf            | -                 | 2014       | 1998         |
| Juegos Panamericanos                 | -                 | -          | 1999 y 2019  |
| Juegos Centroamericanos y del Caribe | -                 | 2018       | 2014         |
| Juegos Deportivos Centroamericanos   | 2001, 2013 y 2017 | -          | -            |
| Total                                | 3                 | 2          | 4            |